# Сирья (приток Уролки)

Сирья — река в России, протекает в Чердынском районе Пермского края.

## География
Устье реки находится в 23 км по левому берегу реки Уролка. Длина реки составляет 15 км. Течёт преимущественно в восточном направлении. Притоки — Поперечная, Шандра (правые).

## Данные водного реестра
По данным государственного водного реестра России относится к Камскому бассейновому округу, водохозяйственный участок реки — Кама от водомерного поста у села Бондюг до города Березники, речной подбассейн реки — бассейны притоков Камы до впадения Белой. Речной бассейн реки — Кама.
По данным геоинформационной системы водохозяйственного районирования территории РФ, подготовленной Федеральным агентством водных ресурсов:
- Код водного объекта в государственном водном реестре — 10010100212111100004044
- Код по гидрологической изученности (ГИ) — 111100404
- Код бассейна — 10.01.01.002
- Номер тома по ГИ — 11
- Выпуск по ГИ — 1